# 卜同
卜同（1442年—？），字從大，直隸常州府宜興縣人，明朝政治人物。

## 生平
成化七年（1471年）辛卯科應天鄉試第二名舉人，十一年（1475年）中式乙未科會試第七名，二甲第一名進士（傳臚）。授刑部主事，出為湖廣按察司僉事。

## 家族
曾祖卜益，工部主事；祖父卜友道，戶部主事；父卜祺。